# Подушкино (Нижегородская область)
Поду́шкино — деревня в составе Богородского сельсовета Варнавинского района Нижегородской области.

## Население
| 1999 | 2002 | 2010 |
| ---- | ---- | ---- |
| 38   | →38  | ↘34  |

По данным на 1999 год, численность населения составляла 38 чел.